# Evento di Carrington

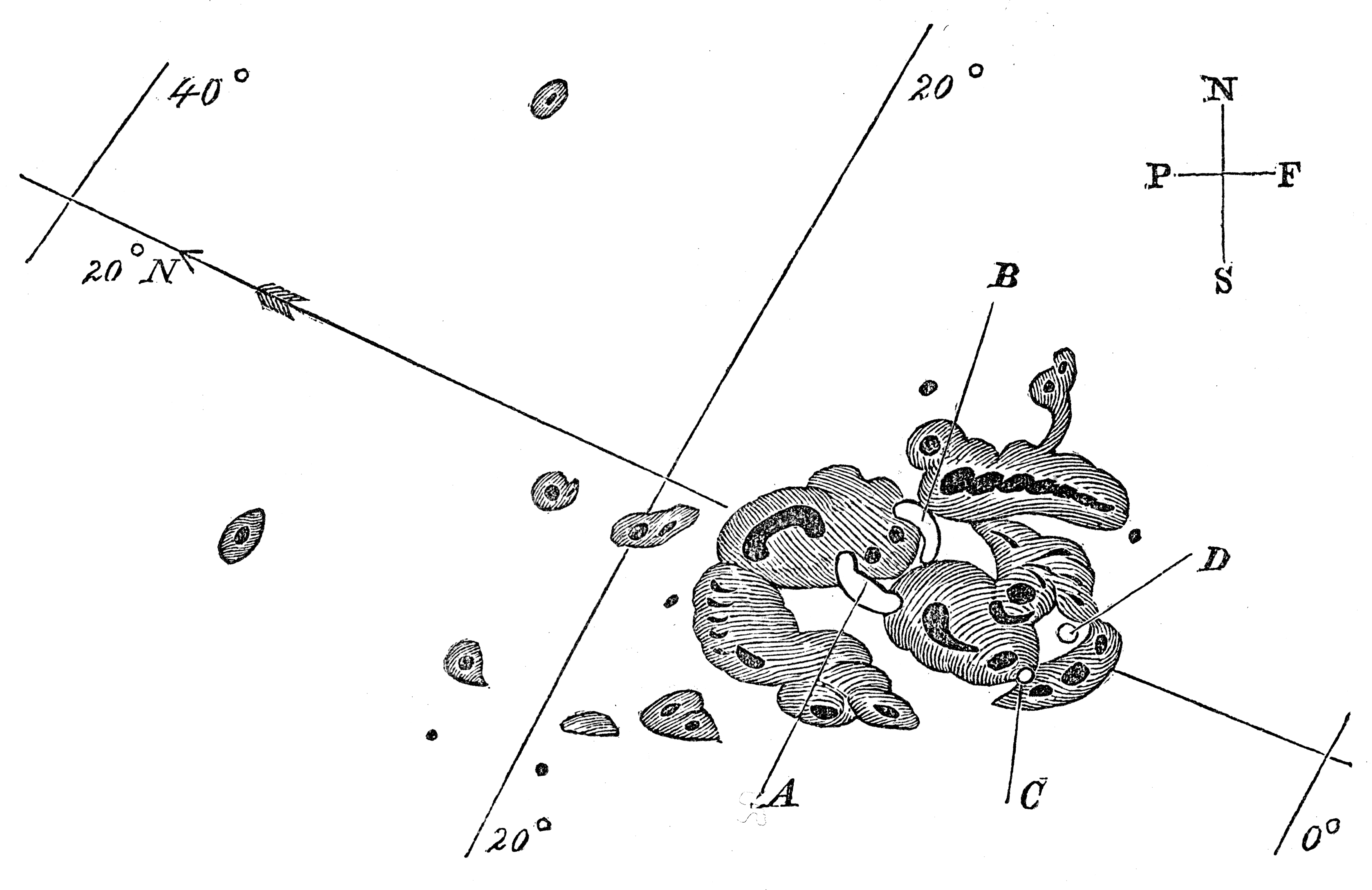
Rappresentazione del brillamento del 1º settembre 1859 e della macchia solare interessata dal fenomeno, disegnata da Richard Carrington. Con A e B sono indicate le zone di comparsa delle macchie brillanti, con C e D i punti in cui esse scomparvero.

L'Evento di Carrington fu la più grande tempesta geomagnetica o solare mai osservata dagli astronomi. Registrata il 1º settembre 1859, deve il suo nome all'astronomo inglese Richard Carrington che, grazie al suo studio delle macchie solari, fu precursore anche della Legge di Spörer.
L'evento produsse i suoi effetti su tutta la Terra dal 28 agosto al 2 settembre. La tempesta provocò notevoli disturbi all'allora recente tecnologia del telegrafo, causando l'interruzione delle linee telegrafiche per 14 ore, e produsse un'aurora boreale visibile anche a latitudini inusuali (ad esempio a Roma, in Giamaica, alle Hawaii e a Cuba). Ebbe un indice DST stimato in -1800 nanotesla.

## Storia
Giovedì 1º settembre 1859, alle ore 11:18, in una mattinata serena priva di nuvolosità, mentre era dedito all'osservazione del Sole attraverso un telescopio che ne proiettava l'immagine su uno schermo, il trentatreenne Richard Carrington focalizzò la sua attenzione su un paio di luci accecanti apparse all'improvviso dentro una formazione di macchie solari che stava studiando; avevano una strana forma a fagiolo ed eguagliavano, se non superavano addirittura, la stessa luminosità della nostra stella. Agitatissimo, comprendendo di essere testimone di un evento straordinario, corse a cercare qualcuno che avallasse la sua scoperta, ma inutilmente: quando ritornò, con sua grande sorpresa s'accorse che l'intensità di quelle luci si era alquanto affievolita fino a scomparire.
Il giorno successivo, poco prima dell'alba, i cieli nei pressi delle latitudini di Cuba, Bahamas, Giamaica, El Salvador e Hawaii si colorarono di rosso sangue a causa di intense e variopinte aurore, la cui causa era da riportare a quelle luci che Carrington la mattina precedente aveva avuto la fortuna di poter osservare e che altro non erano se non brillamenti, esplosioni magnetiche che avvenivano sulla superficie solare. Il fenomeno fu osservato e studiato anche da Angelo Secchi dall'Osservatorio del Collegio Romano. Durante le osservazioni solari eseguite in luce bianca con il telescopio rifrattore di Robert-Aglaé Cauchoix dal 25 agosto al 6 settembre 1859, Secchi registrò le caratteristiche delle molte strutture apparse in quel periodo sul disco solare e studiò in dettaglio il gruppo di macchie solari che aveva originato il brillamento.